# 酥
酥是一种中式烘焙點心，它由中国酥皮製成。中国菜中酥這道點心比較常見。

## 点心
在香港或新加坡以及唐人街的廣式點心餐厅中，飯店會提供叉燒酥，此外還有皮蛋酥和蓮茸酥。

## 本幫菜
在上海菜中也有许多酥，例如花生酥、绿豆酥（绿豆酥）以及核桃酥（核桃酥）。

## 照片

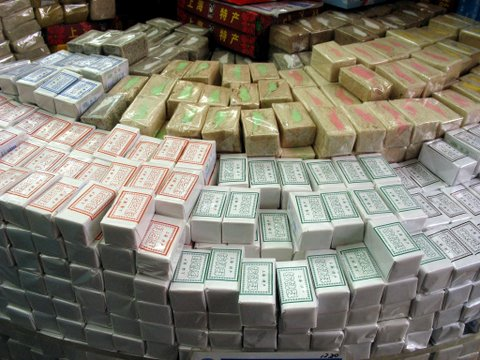
上海酥
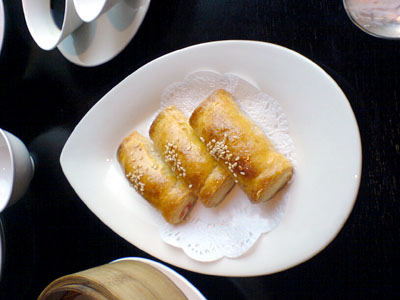